# Terremoto de Loreto de 2019
El terremoto de Loreto fue un movimiento sísmico ocurrido el 26 de mayo de 2019 a las 02:41:14 (hora de Perú UTC-5), con epicentro a 75 km sureste de Lagunas en el departamento de Loreto en Perú. Con una magnitud de 8.0 Mw registrada por la USGS, y 7.5 Mw por el Instituto Geofísico del Perú, posteriormente actualizada a 8.0 Mw.

## Descripción
Es el terremoto más potente registrado en Perú en 12 años, desde el terremoto de 2007 ocurrido el 15 de agosto con una magnitud de 8.0. Asimismo es el terremoto más fuerte registrado en 2019 según datos de la USGS. Su duración fue de 127 segundos. El sismo fue levemente percibido en Bogotá (Colombia) y en la capital peruana, Lima.

## Daños
Afectó en mayor medida a las ciudades peruanas de Yurimaguas y Tarapoto, y se percibió también en países como Colombia, Ecuador, Venezuela y en los estados brasileños de Amazonas y Acre. El sismo ha dado como saldo de al menos dos muertos, 31 heridos (16 en Perú y 15 en Ecuador). Asimismo, se produjo el corte del suministro eléctrico en varias localidades, deslizamientos de tierras y el derrumbe de dos centros de salud. En Perú, el Centro de Operaciones de Emergencia Nacional reportó más de 400 viviendas afectadas que quedaron inhabitables o dañadas, daños en infraestructura pública como instituciones educativas, locales públicos y puentes; también ha dejado a 205 familias damnificadas y 238 familias afectadas.
El Ejecutivo declaró en estado de emergencia por 60 días a 14 distritos en los departamentos de Loreto, Cajamarca y San Martín.
Posteriormente al terremoto se ha registrado un sismo de 4.4 Mw en la localidad de Castrovirreyna.

### Consecuencias posteriores
El 4 de marzo de 2020, la Municipalidad de Yurimaguas inició la demolición de varias casonas del centro histórico de la ciudad que se vieron afectados por el terremoto, dicho acto fue denunciado ya que las casonas forma parte de un proyecto para declarar al centro histórico Patrimonio Cultural de la Nación.